# وادیم پرلمان
وادیم پرلمان (روسی: Вадим Перельман؛ زادهٔ ۱۹۶۳) یک کارگردان اوکراینی‌تبار ساکن ایالات متحده آمریکا است.
پرلمان در یک خانواده یهودی در کی‌یف متولد شده‌است. او در زمینه ساخت فیلم‌های تبلیغاتی فعال بوده ولی از سال ۲۰۰۳ به ساخت فیلم‌های داستانی هم روی آورد.
پرلمان ظاهراً به ایران علاقه‌مند است و دو فیلم داستانی او به ایران مربوطند:
- «خانه‌ای از شن و مه» (۲۰۰۳)
- «درس‌های پارسی» (۲۰۲۰)

فیلم دوم در سال ۲۰۲۰ از سوی بلاروس به جایزه اسکار ارائه شد.

## زندگی شخصی
این کارگردان در گفتگویی بیان کرده است که همسر پیشین وی ایرانی بوده که پدرش علی جوان، دانشمند سرشناس و مخترع لیزر گازی بوده‌است.

## فیلم‌شناسی
- خانه‌ای از شن و مه (۲۰۰۳)
- زندگی قبل از چشمان او (۲۰۰۷)
- درختان کریسمس ۵ (۲۰۱۶)
- من را بخر (۲۰۱۸)
- درس‌های پارسی (۲۰۲۰)